# Cittadella
Cittadella är en ort och kommun i provinsen Padova i regionen Veneto i Italien. Kommunen hade 20 161 invånare (2018).